# Kjartan Finnbogason
Kjartan Henry Finnbogason (Reykjavík, 9 luglio 1986) è un ex calciatore islandese, di ruolo attaccante.

## Carriera

### Club

#### Gli esordi
Finnbogason cominciò la carriera con la maglia del KR Reykjavík, per cui esordì nella massima divisione islandese. Sostenne un provino per i francesi del Bordeaux, ma fu poi acquistato dagli scozzesi del Celtic, del manager Martin O'Neill, alla fine del 2004. Durante la sessione invernale di mercato del 2006, passò in prestito al Queen's Park. Passò poi, con la stessa formula, agli svedesi dell'Åtvidaberg.

#### Il passaggio al Sandefjord
Finnbogason fu poi acquistato, a titolo definitivo, dai norvegesi del Sandefjord, club militante in Adeccoligaen. Esordì in squadra il 6 aprile 2008, subentrando a Fredrik Thorsen nella sconfitta per 2-1 sul campo dell'Odd Grenland. Il 29 giugno segnò la prima rete in campionato con questa maglia, nel successo per 2-0 sul Kongsvinger. Contribuì alla promozione del club nella Tippeligaen, al termine della stagione.
Il debutto nella massima divisione norvegese fu datato 5 aprile 2009, sostituendo Admir Raščić nel pareggio per 1-1 contro il Fredrikstad. Il 16 agosto segnò la prima rete in questa divisione, permettendo il successo per 2-1 sul Lyn Oslo.

#### Il Falkirk e il ritorno in patria
Il 28 agosto 2009, passò in prestito al Falkirk, tornando così in Scozia. L'accordo prevedeva un prestito fino al gennaio successivo, con un'opzione per l'acquisto a titolo definitivo. Il giorno seguente debuttò nella Scottish Premier League, segnando una rete nella sconfitta per 2-1 sul campo del Dundee United.
Il calciatore non fu poi riscattato e tornò allora al KR Reykjavík, dove vinse il campionato 2011. Gioca a Reykjavik dal 2011 al 2014 e al AC Horsens, in Danimarca, dal 2014 al 2018.
Il 26 giugno 2018 passa al Ferencvàros. Esordisce con la nuova maglia in Europa League contro il Maccabi Tel-Aviv il 12 luglio 2018.

### Nazionale
Finnbogason esordisce per l'Islanda il 7 ottobre 2011, sostituendo Jóhann Berg Guðmundsson nella sconfitta per 5-3 contro il Portogallo. Non viene chiamato in causa per gli Europei del 2016 e per i Mondiali del 2018.

## Statistiche

### Presenze e reti nei club
Aggiornato al 18 novembre 2011.
| Stagione            | Club                | Campionato          | Campionato | Campionato | Coppe nazionali | Coppe nazionali | Coppe nazionali | Coppe continentali | Coppe continentali | Coppe continentali | Supercoppe | Supercoppe | Supercoppe | Totale | Totale |
| Stagione            | Club                | Comp                | Pres       | Reti       | Comp            | Pres            | Reti            | Comp               | Pres               | Reti               | Comp       | Pres       | Reti       | Pres   | Reti   |
| ------------------- | ------------------- | ------------------- | ---------- | ---------- | --------------- | --------------- | --------------- | ------------------ | ------------------ | ------------------ | ---------- | ---------- | ---------- | ------ | ------ |
| 2003                | KR Reykjavík        | U                   | 2          | 0          | CI              | ?               | ?               | -                  | -                  | -                  | -          | -          | -          | 2+     | 0+     |
| 2004                | KR Reykjavík        | U                   | 14         | 2          | CI              | ?               | ?               | -                  | -                  | -                  | -          | -          | -          | 14+    | 2+     |
| gen.-giu. 2005      | Celtic              | SPL                 | 0          | 0          | SC+SLC          | 0               | 0               | UCL                | 0                  | 0                  | -          | -          | -          | 0      | 0      |
| 2005-gen. 2006      | Celtic              | SPL                 | 0          | 0          | SC+SLC          | 0               | 0               | UCL                | 0                  | 0                  | -          | -          | -          | 0      | 0      |
| Totale Celtic       | Totale Celtic       | Totale Celtic       | 0          | 0          |                 | 0               | 0               |                    | 0                  | 0                  |            | -          | -          | 0      | 0      |
| gen.-giu. 2006      | Queen's Park        | STD                 | 0          | 0          | SC+SLC          | 0               | 0               | -                  | -                  | -                  | -          | -          | -          | 0      | 0      |
| 2007                | Åtvidaberg          | S                   | 6          | 1          | SC              | ?               | ?               | -                  | -                  | -                  | -          | -          | -          | 6+     | 1+     |
| 2008                | Sandefjord          | A                   | 26         | 9          | CN              | ?               | ?               | -                  | -                  | -                  | -          | -          | -          | 26+    | 9+     |
| gen.-ago. 2009      | Sandefjord          | T                   | 8          | 1          | CN              | 2               | 0               | -                  | -                  | -                  | -          | -          | -          | 10     | 1      |
| Totale Sandefjord   | Totale Sandefjord   | Totale Sandefjord   | 34         | 10         |                 | 2+              | 0+              |                    | 0                  | 0                  |            | -          | -          | 36+    | 10+    |
| 2009-gen. 2010      | Falkirk             | SPL                 | 7          | 1          | SC+SLC          | ?               | ?               | -                  | -                  | -                  | -          | -          | -          | 7+     | 1+     |
| 2010                | KR Reykjavík        | U                   | 21         | 8          | CI              | ?               | ?               | -                  | -                  | -                  | -          | -          | -          | 21+    | 8+     |
| 2011                | KR Reykjavík        | U                   | 19         | 12         | CI              | ?               | ?               | -                  | -                  | -                  | -          | -          | -          | 19+    | 12+    |
| 2018                | Ferencváros         |                     |            |            |                 |                 |                 | UEFA Europa League | 2                  | 0                  |            |            |            | 2      | 0      |
| Totale KR Reykjavík | Totale KR Reykjavík | Totale KR Reykjavík | 56         | 22         |                 | ?               | ?               |                    | -                  | -                  |            | -          | -          | 56+    | 22+    |
| Totale              | Totale              | Totale              | 119        | 34         |                 | 2+              | 0+              |                    | -                  | -                  |            | -          | -          | 121+   | 34+    |

### Cronologia presenze e reti in Nazionale
| Cronologia completa delle presenze e delle reti in nazionale ― Islanda | Cronologia completa delle presenze e delle reti in nazionale ― Islanda | Cronologia completa delle presenze e delle reti in nazionale ― Islanda | Cronologia completa delle presenze e delle reti in nazionale ― Islanda | Cronologia completa delle presenze e delle reti in nazionale ― Islanda | Cronologia completa delle presenze e delle reti in nazionale ― Islanda | Cronologia completa delle presenze e delle reti in nazionale ― Islanda | Cronologia completa delle presenze e delle reti in nazionale ― Islanda |
| Data                                                                   | Città                                                                  | In casa                                                                | Risultato                                                              | Ospiti                                                                 | Competizione                                                           | Reti                                                                   | Note                                                                   |
| ---------------------------------------------------------------------- | ---------------------------------------------------------------------- | ---------------------------------------------------------------------- | ---------------------------------------------------------------------- | ---------------------------------------------------------------------- | ---------------------------------------------------------------------- | ---------------------------------------------------------------------- | ---------------------------------------------------------------------- |
| 7-10-2011                                                              | Porto                                                                  | Portogallo                                                             | 5 – 3                                                                  | Islanda                                                                | Qual. Euro 2012                                                        | -                                                                      | 82’                                                                    |
| 13-1-2016                                                              | Abu Dhabi                                                              | Finlandia                                                              | 0 – 1                                                                  | Islanda                                                                | Amichevole                                                             | -                                                                      | 76’                                                                    |
| 16-1-2016                                                              | Abu Dhabi                                                              | Emirati Arabi Uniti                                                    | 2 – 1                                                                  | Islanda                                                                | Amichevole                                                             | -                                                                      | 71’                                                                    |
| 31-1-2016                                                              | Carson                                                                 | Stati Uniti                                                            | 3 – 2                                                                  | Islanda                                                                | Amichevole                                                             | -                                                                      | 71’                                                                    |
| 10-1-2017                                                              | Nanning                                                                | Cina                                                                   | 0 – 2                                                                  | Islanda                                                                | Amichevole                                                             | 1                                                                      | 59’                                                                    |
| 15-1-2017                                                              | Nanning                                                                | Islanda                                                                | 0 – 1                                                                  | Cile                                                                   | Amichevole                                                             | -                                                                      |                                                                        |
| 28-3-2017                                                              | Dublino                                                                | Irlanda                                                                | 0 – 1                                                                  | Islanda                                                                | Amichevole                                                             | -                                                                      | 72’                                                                    |
| 8-11-2017                                                              | Doha                                                                   | Islanda                                                                | 1 – 2                                                                  | Rep. Ceca                                                              | Amichevole                                                             | 1                                                                      | 86’                                                                    |
| 14-11-2017                                                             | Doha                                                                   | Qatar                                                                  | 1 – 1                                                                  | Islanda                                                                | Amichevole                                                             | -                                                                      | 46’                                                                    |
| 24-3-2018                                                              | Santa Clara                                                            | Messico                                                                | 3 – 0                                                                  | Islanda                                                                | Amichevole                                                             | -                                                                      | 81’                                                                    |
| 28-3-2018                                                              | Lipsia                                                                 | Perù                                                                   | 3 – 1                                                                  | Islanda                                                                | Amichevole                                                             | -                                                                      | 63’                                                                    |
| 15-1-2020                                                              | Irvine                                                                 | Canada                                                                 | 0 – 1                                                                  | Islanda                                                                | Amichevole                                                             | -                                                                      | 60’                                                                    |
| 20-1-2020                                                              | Irvine                                                                 | El Salvador                                                            | 0 – 1                                                                  | Islanda                                                                | Amichevole                                                             | 1                                                                      |                                                                        |
| Totale                                                                 |                                                                        | Presenze                                                               | 13                                                                     |                                                                        | Reti                                                                   | 3                                                                      |                                                                        |

## Palmarès

### Club

#### Competizioni nazionali
- Supercoppa d'Islanda: 1

KR Reykjavík: 2014
- Campionato ungherese: 1

Ferencváros: 2018-2019
- 1. Division: 1

Vejle: 2019-2020

### Individuale
- Capocannoniere della Coppa d'Ungheria: 1

2018-2019 (6 gol, a pari merito con David N'Gog)